# Rob Bauer

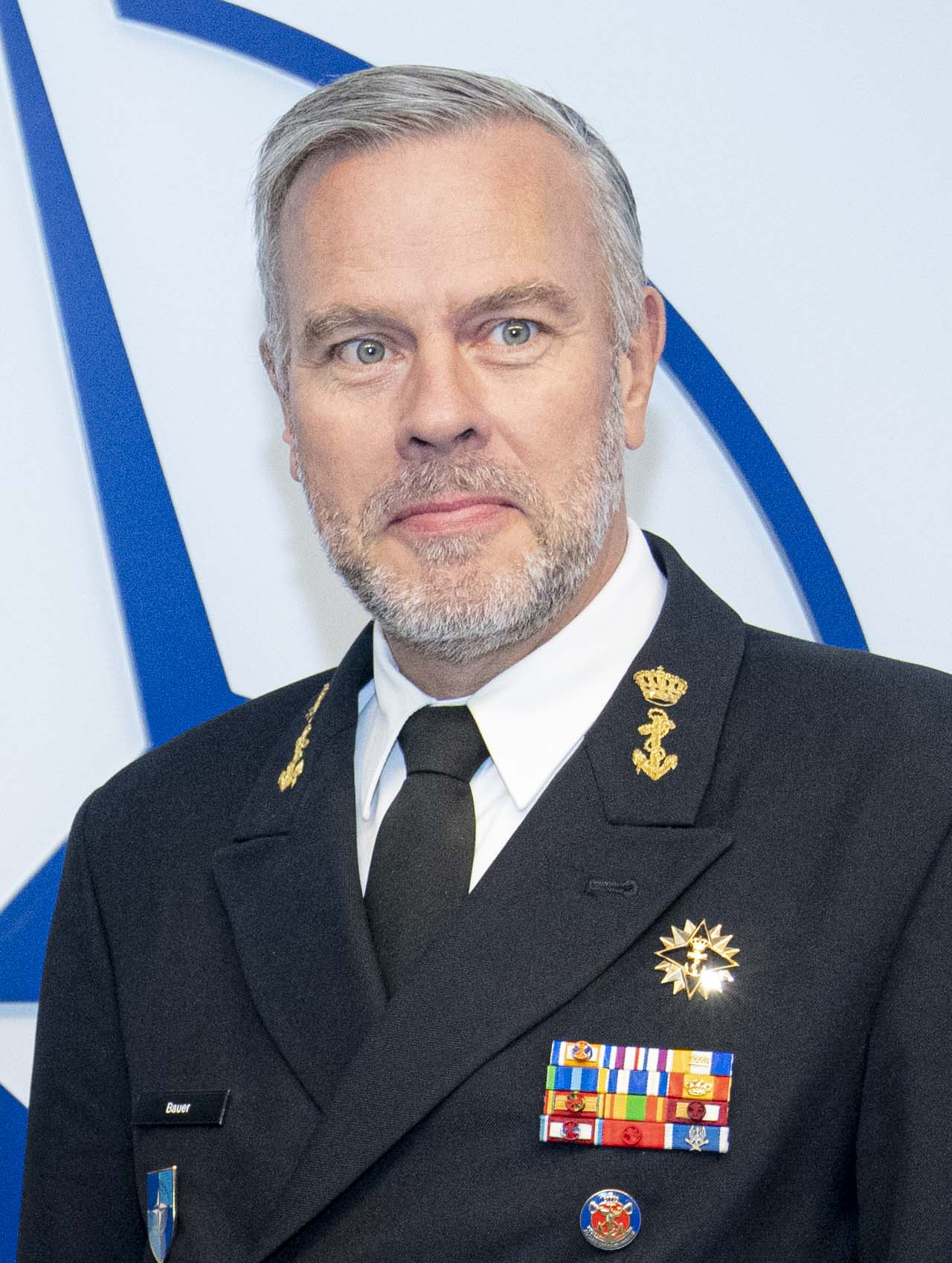
Rob Bauer (2023)

Robert Peter Bauer (* 11. November 1962 in Amsterdam) ist ein niederländischer Admiral. Von 2017 bis 2021 war er Befehlshaber der niederländischen Streitkräfte und von 2021 bis 2025 Vorsitzender des NATO-Militärausschusses.

## Leben
Im Jahr 1981 trat Bauer den Streitkräften seines Heimatlandes bei und begann seine Offiziersausbildung an der niederländischen Marineakademie (Koninklijk Instituut voor de Marine) in Den Helder, die er 1984 abschloss.

### Militärische Laufbahn
Nach verschiedenen Aufgaben auf See und an Land übernahm Bauer von 2005 bis 2007 das Kommando auf der Fregatte De Ruyter (einem der vier Schiffe der De-Zeven-Provinciën-Klasse). Von 2010 bis 2011 war er Kommandant der Johan de Witt (Rotterdam-Klasse).
Im April 2011 wurde er zum Kommodore und im März 2012 zum Konteradmiral (Schout-bij-nacht) befördert und übernahm in den nächsten Jahren verschiedene Planungs- und Verwaltungsaufgaben. Im September 2015 wurde er zum Vizeadmiral befördert und zum stellvertretenden Befehlshaber der niederländischen Streitkräfte ernannt. Im Juli 2017 schied er aus diesem Posten aus und bereitete sich darauf vor, den des Befehlshaber der Streitkräfte zu übernehmen (die Amtsübergabe erfolgte am 22. September). Damit verbunden war die Beförderung zum Admiral (Luitenant-admiraal). Im Oktober 2020 wurde er zum 33. Vorsitzenden des NATO-Militärausschusses gewählt und trat diesen Posten am 25. Juni 2021 an. Seine Amtszeit endete am 17. Januar 2025.

### Privates
Bauer ist verheiratet. Zusammen mit seiner Frau hat er drei Kinder.

## Ehrungen und Auszeichnungen
- 2024: Großes Bundesverdienstkreuz mit Stern[4]

## Schriften
- mit Eleonora Russell: Wenn du Frieden willst, bereite dich auf den Krieg vor. Eine Blaupause zur Abschreckung. HarperCollins, 2025, ISBN 9783365012611.